# Pedro Arrese Igor
Pedro Arrese Igor, alias Portal, fue un pelotari español del siglo XIX.

## Biografía
Natural de la localidad guipuzcoana de Irura, se caracterizó por su juego desigual; sobre él, decía Benito Mariano Andrade en Carácter y vida íntima de los principales pelotaris (1894) lo siguiente:

Pocos pelotaris adolecen del defecto de las alternativas que caracteriza el juego del ex boyero de Irura; hay partidos en que lucha como un verdadero mónstruo, castiga, asegura, coloca y remata los quinces como si los contrarios fueran de mantequilla de Soria; en otros, entrega, pifia, marra, anda azorado del ancho al rincón, corre sin fruto y, en una palabra, hace labor de verdadero chambón.
(Andrade, 1894, p. 22)

Antonio Peña y Goñi no quedó impresionado por su juego, como dejó plasmado negro sobre blanco en La pelota y los pelotaris (1892): «el juego de Pedro Arrese Igor, en su brutalidad nativa, resulta siempre ordinario, no tiene la irresistible belleza, la ductilidad, los atractivos de los de Elícegui e Irún, y carece en absoluto del ingenio, de la travesura y de la suprema inteligencia que caracterizan al de Román Beloqui».